# 東大阪事件
東大阪事件（ひがしおおさかじけん）とは、北朝鮮（朝鮮民主主義人民共和国）によるスパイ事件。1968年（昭和43年）11月18日、検挙（起訴）。戦前に渡日経験をもつ北朝鮮工作員が、多数の工作員を組織し、情報収集や対韓工作をおこなっていた諜報事件。

## 概要
山本実こと韓春根は、戦前、日本統治下の朝鮮から日本本土に渡り、広島教員養成所を卒業、終戦直後に朝鮮に戻って京城師範学校に入り、2年で中退した。そののち、1950年に始まった朝鮮戦争の際、越北した。韓は、1964年8月前後、北朝鮮当局より工作員として召喚され、思想教育をほどこされ、暗号解読方法や無線機の送受信の要領といったスパイ訓練を集中的に受けた。そして、
- 日本の政治・軍事・経済情報の収集
- 対韓国工作

などの任務を指令され、1964年（昭和39年）9月下旬、無線機、乱数表、工作資金等を携行して、日本船籍の貨物船に潜入して大阪港から不法に入国した。
密入国後の韓春根は、大阪府に居住する実姉宅やかつての同級生の居宅を拠点として多数の在日朝鮮人を工作員として獲得し、約4年間にわたって、
- 工作資金の調達
- 日本の政治、経済、軍事情報の収集
- 韓国での情報収集

などを行っていた。その後、北朝鮮当局から東南アジアや西ドイツにおいて北朝鮮工作員と接触せよとの密命を受け、ある日本人女性を通じて韓と同年代の男性（日本国民）の戸籍抄本を入手し、彼になりすまして日本国旅券を不正に取得した。
1968年11月18日、大阪府警察は北朝鮮工作員と接触するため、バンコク行きの飛行機に乗ろうとしていた韓春根（当時45歳）を兵庫県伊丹市の大阪国際空港において逮捕した。また、ソビエト連邦製無線機部品、暗号文書、秘密報告文など諜報活動を裏づける資料を押収した。
韓春根は、1969年（昭和44年）2月17日、大阪地方裁判所において、出入国管理令・外国人登録法違反、有印私文書偽造・同行使、免状等不実記載・同行使で懲役1年の判決を受けた。韓春根は1970年（昭和45年）、自費で北朝鮮に出国した。